# 利蒂亞
利蒂亞（斯洛維尼亞語： 發音：[liˈtiːja] ⓘ），是斯洛維尼亞中部利蒂亞盆地的一個城鎮。它是利蒂亞市鎮的行政中心。它位於薩瓦河谷，首都盧布爾雅那以東，傳統的上卡尼奧拉地區。整個市镇現在都包括在中薩瓦統計區；在2014年1月之前，它是中萨瓦统计区的一部分。該鎮約有6,500人。

## 教堂
當地的堂區教堂是獻給聖尼古拉斯，屬於天主教盧布爾雅那總教區。目前的建築建於1884年，並於1997年擴建。

## 照片集

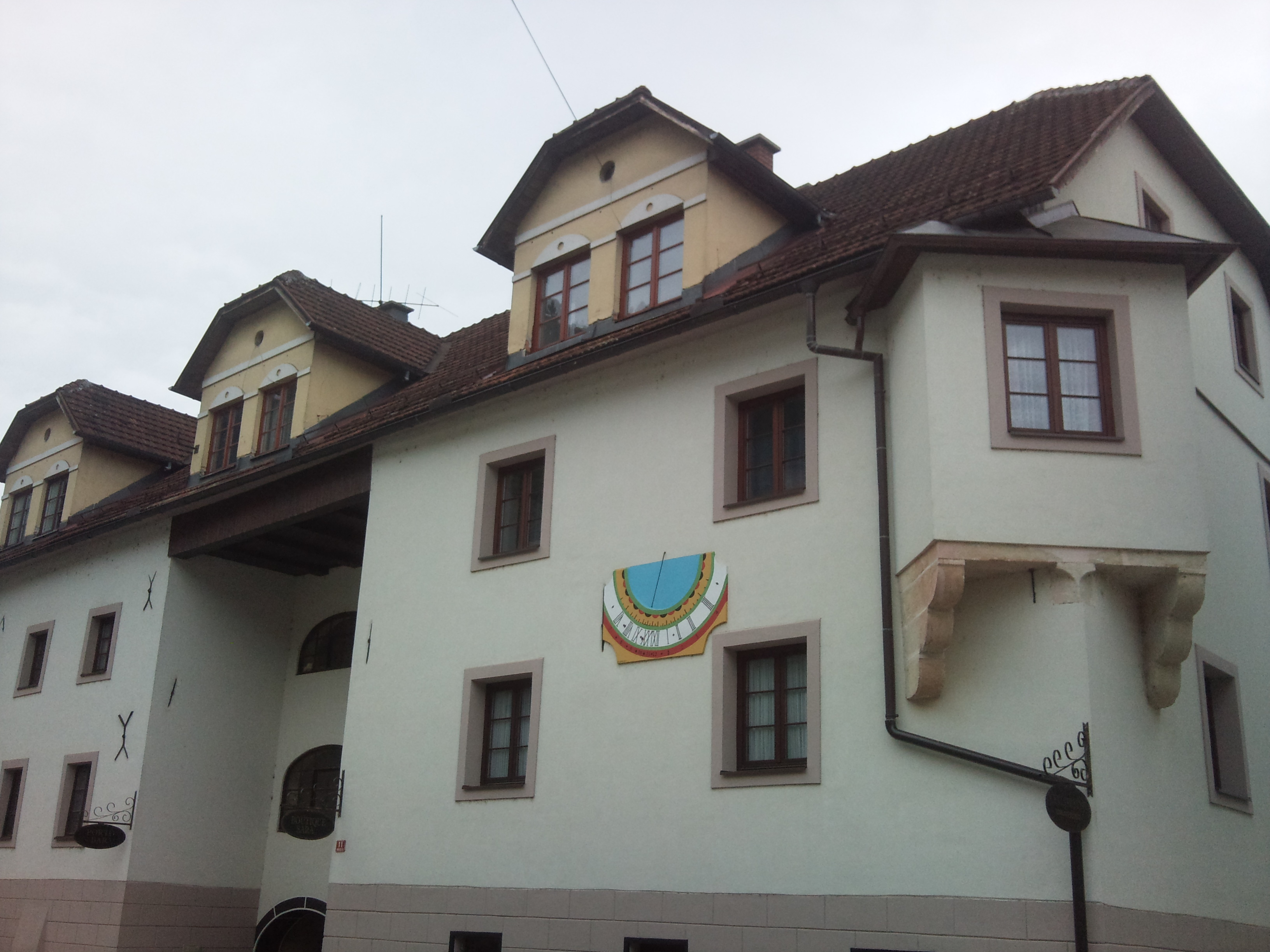
特恩城堡
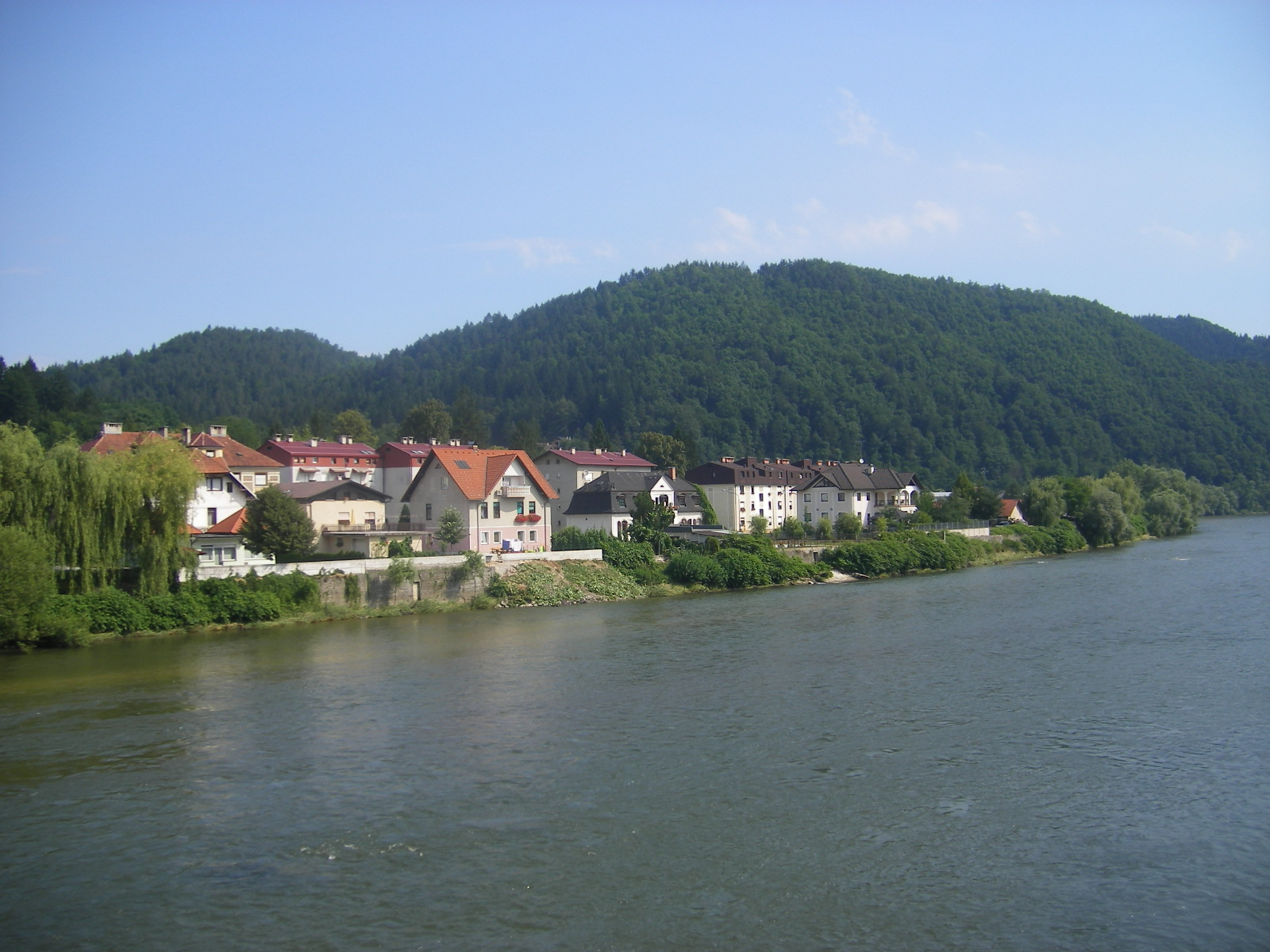
利蒂亞位於薩瓦河兩岸

## 外部連結
- Litija on Geopedia （页面存档备份，存于）